# Julian Glover
Pour les articles homonymes, voir Glover.
Julian Glover est un acteur britannique né le 27 mars 1935 à Londres.

## Biographie
Julian Glover est le fils de Claude Glover qui était producteur à la radio de la BBC et d'Eillen Wyatt. Julian Glover est le demi-frère du musicien Robert Wyatt. Glover suit ses études à l'école de Grammaire de Bristol, où il a été camarade de classe de l'acteur Timothy West. Il commence sa carrière dans An Age of Kings en 1960. Il fait plusieurs apparitions dans les séries Le Saint, Chapeau melon et bottes de cuir, Doctor Who et Cosmos 1999.
Puis il obtient son premier rôle au cinéma en 1963 avec Tom Jones: de l'alcôve à la potence. Ses principaux rôles sont Les Monstres de l'espace (1967), Jeux pervers (1968), Crime à distance (1974), Rien que pour vos yeux (1981) face à Roger Moore ou encore Indiana Jones et la Dernière Croisade (1989) où il campe le rôle du cruel Donovan face à Harrison Ford et Sean Connery. 
En 2002, il rejoint l'adaptation cinématographique des romans Harry Potter de J. K. Rowling, en prêtant sa voix à l'araignée Aragog dans le film Harry Potter et la Chambre des secrets.
De 2011 à 2016, il joue le personnage de Mestre Pycelle dans la série de fantasy Game of Thrones, adaptation des romans A Song of Ice and Fire de George R. R. Martin, qui connait un succès mondial. Le rôle devait être originellement tenu par Roy Dotrice, mais ce dernier est tombé malade et n'a pas pu conserver le rôle.
En 2022, il apparait dans le film L'Ombre d'un mensonge du belge Bouli Lanners et il joue dans le film  Tár de Todd Field.

## Filmographie

### Télévision
- 1960 : An Age of Kings (feuilleton TV) : Marshal / Groom / Edward IV / Westmoreland / Thomas Horner / Oxford
- 1962 : Le Saint (TV)
- 1965 : Chapeau melon et bottes de cuir : Masgard
- 1965 : Doctor Who : épisode « The Crusade » : Richard Cœur de Lion
- 1968  : Chapeau melon et bottes de cuir (ép. Double personnalité)  : Maj. Peter Grooves
- 1969 : The Back of Beyond (TV) : Tom Saffary
- 1974 : The Story of Jacob and Joseph (TV) : Esau
- 1974 : QB VII (feuilleton TV) : Igor Zaminski
- 1974 : L'Enfance de Dominique ("Boy Dominic") (série télévisée) : Jackson (1974)
- 1975 : A Sprig of Broom (TV)
- 1975 : Good Salary - Prospects - Free Coffin (TV) : Gifford
- 1975 : Cosmos 1999 (Space: 1999) : Jarak
- 1979 : Henry VIII (TV) : Duke of Buckingham
- 1979 : Doctor Who : épisode « City of Death » : Le comte Scarlioni / Tancredi
- 1979 : Henry V (TV) : The French Constable
- 1981 : The Jail Diary of Albie Sachs (TV)
- 1981 : The Search for Alexander the Great (feuilleton TV) : Philip II
- 1981 : Guerre en pays neutre (feuilleton TV) : Robert Moore
- 1982 : Nancy Astor (feuilleton TV) : Lord Revelstoke
- 1982 : Ivanhoe (TV) : King Richard
- 1982 : CQFD, Alambic et Torpédo (série télévisée) : Dr Stefan Kilkiss
- 1983 : Dombey & Son (feuilleton TV) : Dombey
- 1983 : By the Sword Divided (feuilleton TV) : Sir Martin Lacey
- 1984 : Kim (TV) : Col. Creighton
- 1985 : Jenseits der Morgenröte (feuilleton TV) : Kilian von Roggenburg
- 1985 : Cover Her Face (feuilleton TV) : Felix Hurst
- 1985 : Behind Enemy Lines (TV) : Prof. Ivor Thoresen
- 1985 :  Magnum : épisode « Déjà vu » : Duncan Scott
- 1986 : Anastasia : Le Mystère d'Anna (Anastasia: The Mystery of Anna) (TV) : Colonel Kobylinski
- 1987 : Wish Me Luck (série télévisée) : Col. Cadogan
- 1987 : Mandela (TV) : Senior Police Officer
- 1987 : The Secret Garden (TV) : Colonel McGraw
- 1990 : L'Île au trésor (Treasure Island) de Fraser Clarke Heston (TV) : Dr Livesey
- 1991 : Not Mozart: Letters, Riddles and Writs (TV) : Joseph Haydn
- 1992 : Resistance Is Useless (TV) : Scaroth
- 1992 : Warburg, le banquier des princes ("Warburg: A Man of Influence") (feuilleton TV) : Max Warburg
- 1993 : Money for Nothing (TV)
- 1995 : Degrees of Error (série télévisée) : Jim
- 1995 : The Infiltrator (TV) : Bielert
- 1990 : The Chief (en) (série télévisée) : Andrew Blake (1995)
- 1997 : Meurtres à Badger's Drift (The Killings at Badger's Drift), 1er épisode de la série télévisée Inspecteur Barnaby – Rôle : Henry Trace
- 2005 : Trial & Retribution: The Lovers (TV) : Harper Knowles
- 2006 : The Impressionists (feuilleton TV) : Claude Monet - Older
- 2011- 2016 : Le Trône de fer  : Mestre Pycelle
- 2013 : Espions de Varsovie : Malka Rozen
- 2018 : Black Earth Rising (BBC) : Mark Viner

### Cinéma
- 1963 : Tom Jones: de l'alcôve à la potence (Tom Jones) : Lt. Northerton
- 1964 : La Fille aux yeux verts (Girl with Green Eyes) : Malachi Sullivan
- 1965 : I Was Happy Here : Dr Matthew Langdon
- 1965 : The Alphabet Murders : Don Fortune
- 1966 : Theatre of Death : Charles Marquis
- 1967 : Les Monstres de l'espace (Quatermass and the Pit) : col. Breen
- 1968 : Jeux pervers (The Magus) : Anton
- 1969 : Alfred le Grand, vainqueur des Vikings (Alfred the Great) : Athelstan
- 1969 : The Adding Machine : Shrdlu
- 1970 : La Dernière Grenade (The Last Grenade) : Andy Royal
- 1970 : Wuthering Heights : Hindley Earnshaw
- 1970 : The Rise and Rise of Michael Rimmer : Col. Moffat
- 1971 : Nicolas et Alexandra (Nicholas and Alexandra) : Gapon
- 1972 : Antoine et Cléopâtre (Antony and Cleopatra) : Proculeius
- 1973 : Luther : The Knight
- 1973 : Les Dix Derniers Jours d'Hitler (Hitler: The Last Ten Days) : Fegelein
- 1974 : Dead Cert : Lodge
- 1974 : Terreur sur le Britannic (Juggernaut) : Commander Marder
- 1974 : Crime à distance (The Internecine Project) : Arnold Pryce-Jones
- 1977 : Gulliver's Travels (voix)
- 1977 : The Brute : Teddy
- 1980 : L'Empire contre-attaque (Star Wars: Episode V - The Empire Strikes Back) : Gen. Maximilian Veers
- 1981 : Rien que pour vos yeux (For Your Eyes Only) : Aris Kristatos
- 1983 : Chaleur et poussière (Heat and Dust) : Crawford, the District Collector (The Nineteen Twenties in the Civil Lines at Satipur)
- 1987 : Hearts of Fire : Alfred
- 1987 : Le Quatrième protocole (The Fourth Protocol) de John Mackenzie : Brian Harcourt-Smith
- 1987 : Cry Freedom : Don Card
- 1989 : Indiana Jones et la Dernière Croisade (Indiana Jones and the Last Crusade) : Walter Donovan
- 1990 : Tusks : Ian Taylor
- 1991 : King Ralph : King Gustav
- 1994 : La Chance d'Aldo Lado : Matthew
- 1997 : The House of Angelo : Sir Robert Willoughby
- 1998 : The Dance of Shiva : Gen. Willis
- 2000 : Vatel : Prince de Condé
- 2001 : The Cavendish Profile : Riley
- 2002 : The Book of Eve
- 2002 : Two Men Went to War : Col. Hatchard
- 2002 : Harry Potter et la Chambre des Secrets (Harry Potter and the Chamber of Secrets) de Chris Columbus : [Aragog] (voix originale)
- 2003 : Out of Time : Harold Jerome Blake
- 2004 : Troie (Troy) : Triopas
- 2004 : Le Fil de la vie (Strings) : Kahro (English version) (voix)
- 2006 : Scoop : Lord Lyman
- 2008 : Mirrors d'Alexandre Aja : Robert Esseker
- 2009 : Victoria : Les Jeunes Années d'une reine, de Jean-Marc Vallée : duc de Wellington
- 2012 : UFO de Dominic Burns : John
- 2021 : L'Ombre d'un mensonge de Bouli Lanners et Tim Mielants : Angus
- 2022 : Prizefighter de Daniel Graham : Lord Ashford
- 2022 : Tár de Todd Field : Andris Davis